# Caplong
Caplong ist eine französische Gemeinde mit 243 Einwohnern (1. Januar 2022) im Département Gironde in der Region Nouvelle-Aquitaine.

## Geografie
Caplong liegt 30 Kilometer südwestlich von Bergerac, im Weinbaugebiet Sainte-Foy-Bordeaux.

## Bevölkerungsentwicklung
| Jahr      | 1962 | 1968 | 1975 | 1982 | 1990 | 1999 | 2006 | 2017 |
| Einwohner | 197  | 246  | 196  | 184  | 188  | 204  | 213  | 225  |

## Sehenswürdigkeiten
- Kirche Saint-Pierre